# 2000 100 legnagyobb slágere
Ez a lista a Billboard magazin  első Hot 100  zenéjét tartalmazza 2000-ből.
| Helyezés | Zene                                  | Előadó                                   |
| -------- | ------------------------------------- | ---------------------------------------- |
| 01       | Breathe                               | Faith Hill                               |
| 02       | Smooth                                | Santana featuring Rob Thomas             |
| 03       | Maria Maria                           | Santana featuring The Product G&B        |
| 04       | I Wanna Know                          | Joe                                      |
| 05       | Everything You Want                   | Vertical Horizon                         |
| 06       | Say My Name                           | Destiny’s Child                          |
| 07       | I Knew I Loved You                    | Savage Garden (tie)                      |
| 08       | Amazed                                | Lonestar                                 |
| 09       | Bent                                  | Matchbox Twenty                          |
| 10       | He Wasn’t Man Enough                  | Toni Braxton                             |
| 11       | Higher                                | Creed                                    |
| 12       | Try Again                             | Aaliyah                                  |
| 13       | Jumpin’ Jumpin’                       | Destiny’s Child                          |
| 14       | Thong Song                            | Sisqo                                    |
| 15       | Kryptonite                            | 3 Doors Down                             |
| 16       | There You Go                          | Pink                                     |
| 17       | Music                                 | Madonna (tie)                            |
| 18       | Doesn’t Really Matter                 | Janet                                    |
| 19       | What A Girl Wants                     | Christina Aguilera                       |
| 20       | Back at One                           | Brian McKnight                           |
| 21       | Bye Bye Bye                           | ’N Sync                                  |
| 22       | You Sang to Me                        | Marc Anthony                             |
| 23       | I Need To Know                        | Marc Anthony                             |
| 24       | Get It On Tonite                      | Montell Jordan                           |
| 25       | Incomplete                            | Sisqo                                    |
| 26       | I Try                                 | Macy Gray                                |
| 27       | It’s Gonna Be Me                      | ’N Sync                                  |
| 28       | That’s the Way It Is                  | Celine Dion                              |
| 29       | (Hot S**T) Country Grammar            | Nelly                                    |
| 30       | Bring It All to Me                    | Blaque                                   |
| 31       | Show Me the Meaning of Being Lonely   | Backstreet Boys                          |
| 32       | Hot Boyz                              | Missy Elliott featuring Nas, Eve & Q-Tip |
| 33       | Back Here                             | BBMak                                    |
| 34       | It Feels So Good                      | Sonique                                  |
| 35       | Absolutely (Story of a Girl)          | Nine Days                                |
| 36       | With Arms Wide Open                   | Creed                                    |
| 37       | Be With You                           | Enrique Iglesias                         |
| 38       | Come On Over Baby (All I Want Is You) | Christina Aguilera (tie)                 |
| 39       | No More                               | Ruff Endz                                |
| 40       | All The Small Things                  | Blink-182                                |
| 41       | The Way You Love Me                   | Faith Hill                               |
| 42       | I Turn to You                         | Christina Aguilera                       |
| 43       | Never Let You Go                      | Third Eye Blind                          |
| 44       | I Need You                            | LeAnn Rimes                              |
| 45       | Thank God I Found You                 | Mariah Carey featuring Joe & 98 Degrees  |
| 46       | Let's Get Married                     | Jagged Edge                              |
| 47       | My Love Is Your Love                  | Whitney Houston                          |
| 48       | Then the Morning Comes                | Smash Mouth                              |
| 49       | Blue (Da Ba Dee)                      | Eiffel 65                                |
| 50       | Desert Rose                           | Sting featuring Cheb Mami                |
| 51       | The Real Slim Shady                   | Eminem                                   |
| 52       | Most Girls                            | Pink                                     |
| 53       | Wifey                                 | Next                                     |
| 54       | Wonderful                             | Everclear                                |
| 55       | Oops!... I Did It Again               | Britney Spears                           |
| 56       | I Wanna Love You Forever              | Jessica Simpson                          |
| 57       | Give Me Just One Night (Una Noche)    | 98 Degrees                               |
| 58       | Take a Picture                        | Filter                                   |
| 59       | Otherside                             | Red Hot Chili Peppers                    |
| 60       | Big Pimpin'                           | Jay-Z featuring UGK                      |
| 61       | Purest of Pain (A Puro Dolor)         | Son By Four                              |
| 62       | He Can't Love U                       | Jagged Edge                              |
| 63       | Separated                             | Avant                                    |
| 64       | I Wish                                | Carl Thomas                              |
| 65       | U Know What's Up                      | Donell Jones                             |
| 66       | Faded                                 | SoulDecision featuring Thrust            |
| 67       | Only God Knows Why                    | Kid Rock                                 |
| 68       | Shake Ya Ass                          | Mystikal                                 |
| 69       | Bag Lady                              | Erykah Badu                              |
| 70       | Meet Virginia                         | Train                                    |
| 71       | Party Up (Up In Here)                 | DMX                                      |
| 72       | Case Of The Ex (Whatcha Gonna Do)     | Mýa                                      |
| 73       | Forgot About Dre                      | Dr. Dre featuring Eminem                 |
| 74       | That’s the Way                        | Jo Dee Messina                           |
| 75       | Swear It Again                        | Westlife                                 |
| 76       | The Next Episode                      | Dr. Dre featuring Snoop Dogg             |
| 77       | From the Bottom of My Broken Heart    | Britney Spears                           |
| 78       | Crash And Burn                        | Savage Garden                            |
| 79       | Yes!                                  | Chad Brock                               |
| 80       | The Best Day                          | George Strait                            |
| 81       | Where I Wanna Be                      | Donell Jones                             |
| 82       | How Do You Like Me Now?!              | Toby Keith                               |
| 83       | My Best Friend                        | Tim McGraw                               |
| 84       | Broadway                              | Goo Goo Dolls                            |
| 85       | What'chu Like                         | Da Brat featuring Tyrese                 |
| 86       | Don't Think I'm Not                   | Kandi                                    |
| 87       | I Hope You Dance                      | Lee Ann Womack & Sons Of The Desert      |
| 88       | Better Off Alone                      | Alice Deejay                             |
| 89       | Dance with Me                         | Debelah Morgan                           |
| 90       | What About Now                        | Lonestar                                 |
| 91       | I Like It                             | Sammie                                   |
| 92       | 24/7                                  | Kevon Edmonds                            |
| 93       | Girl on TV                            | LFO                                      |
| 94       | Bounce with Me                        | Lil Bow Wow featuring Xscape             |
| 95       | Cowboy Take Me Away                   | Dixie Chicks                             |
| 96       | I Don’t Wanna                         | Aaliyah                                  |
| 97       | Independent Women Part I              | Destiny’s Child                          |
| 98       | Gotta Tell You                        | Samantha Mumba                           |
| 99       | Waiting for Tonight                   | Jennifer Lopez                           |
| 100      | Shackles (Praise You)                 | Mary Mary                                |